# 原つとむ
原 つとむ（はら つとむ、1966年12月5日 - ）は、栃木県足利市出身のフリーアナウンサー、ラジオパーソナリティ、ナレーター。本名は、原勉。

## プロフィール
栃木県立足利高等学校を経て、明治大学卒業後、出版社を経てフリーアナウンサーになる。
デビューのきっかけは、ショップチャンネルのキャスターとしての出演。1997年から2002年までTOKYO FM日曜朝の「サンデーモーニングフェスタ（冨永みーな・大崎智美）」内でニュースを担当していた。その後もTOKYO FM「坂上みきのBeautiful」や　「metro pop（ちはる）」などでショッピングコンシェルジュとして活躍。そのほか、TOKYO UPDATE、TOKYO FM SPORTS、JFNニュースも担当している。
趣味は、海外旅行（現在69カ国・地域を旅している）、映画鑑賞、デパート研究・ホテル調査といった変わった趣味も持っている。
デパートに関してはマニアとしてフロアガイドを中心にコレクションしているほか、ブログや番組などで発信している。
スペインに在住経験あり。特技はスペイン語。
FM多摩の「HYPER RADIO JAM」などの番組では、リスナーからハラポンと呼ばれていた。

## 出演番組

### ラジオ
- JFN

JFNニュース(火曜24:55〜(TOKYO FM NEWSと兼務、水曜8:55、土曜18:55、日曜8:55)
- TOKYO FM

TOKYO FM NEWS（火曜21:55〜/23:55〜/24:55〜(JFNニュースと兼務) 土曜 21:55〜/23:55〜）
ドライバーズ・インフォ（日曜5:55～/6:55～/7:55～）
metropopショッピングコンシェルジュ、坂上みきビューティフルお取り寄せコンシェルジュなど
- TBSラジオ

ラジオドラマ 下町ロケット(柳井哲二 役)
- RFラジオ日本

ボートレポート、ベイボート平和島速報
- むさしのFM

モーニングウェーブ、ラジオ世界旅行記 など
- FM SHINAGAWA

ほっとラジオしながわ（月・火・木）

### テレビ
- NHK

テレマップ、「チャレンジド」番宣など
- 日本テレビ

「正義の味方」直前徹底ガイドなど
- TBS

ザ・快傑ドクターなど
- フジテレビ

奇跡体験!アンビリバボーなど
- テレビ東京

ドラマ24「Xenos」

### CMナレーション
三井ダイレクト、ソニー損保、東京電力、栃木日産、コープかながわ、QVC冬はお任せ、東京FM各種スポットなど

### その他
宮﨑大輔ハンドボール入門DVDナレーション、ココリコ田中直樹「ペルソネル活動」出演、モバHO!ニュースなど